# Zdravko Tolimir
Zdravko Tolimir (serbiska: Здравко Толимир), född 27 november 1948 i Glamoč i Bosnien och Hercegovina (dåvarande Jugoslavien), död 9 februari 2016 i Haag i Nederländerna, var en bosnienserbisk krigsförbrytare. 
Tolimir var länge efterlyst av den Internationella krigsförbrytartribunalen för det forna Jugoslavien i Haag misstänkt för krigsbrott begångna mot civilbefolkningen under Bosnienkriget i Bosnien-Hercegovina under 1990-talets början. Han greps den 7 juni 2007 av serbisk polis då han försökte passera gränsen från Serbien till Bosnien-Hercegovina. Den 12 december 2012 fann rätten honom skyldig till bland annat folkmord och brott mot krigets lagar. För detta dömdes han till livstids fängelse.